# Auzouville-sur-Ry
 Auzouville-sur-Ry  es una población y comuna francesa, en la región de Alta Normandía, departamento de Sena Marítimo, en el distrito de Ruan y cantón de Darnétal.

## Demografía
| 408 | 428 | 431 | 510 | 601 | 577 |
| Para los censos de 1962 a 1999 la población legal corresponde a la población sin duplicidades (Fuente: INSEE [Consultar]) |     |     |     |     |     |